# Initial coin offering
Initial coin offering（ICO、イニシャル・コイン・オファリング）は、一般に、企業等がトークンと呼ばれるものを電子的に発行して、公衆から法定通貨や暗号通貨の調達を行う行為を総称するものをいう。

## 一般的な仕組み
ICOの仕組みにはバリエーションがあり得るが、コイン（デジタル・トークン）の発行体が、事業計画や資金使途を示した上で、当該事業等に賛同・共感する、あるいは出資を求める投資家から資金調達を行い、その対価としてコインを発行するのが標準的な仕組みである。インターネットなどのデジタル空間で募集が行われ、コインの対価の払い込みは暗号通貨によって行われることが多い。伝統的な株式公開やファンド出資の募集に比べて、簡易・迅速な手続きで資金調達ができることが狙いとされることも多いが、既存の法制度がどう適用されるかについては、いまだ不透明な部分も広く、コインの保有者が有する権利の性質によっては、有価証券を用いた資金調達と同視されることもある。
ICOが行われる一つの典型的な場面としては、新しい暗号通貨を開発するための資金調達手段として当該暗号通貨がリリースされる前に実施されるものである。ただし、ICOは、必ずしも発行する暗号通貨の開発のための資金調達に限定されるものではなく、より一般化すれば、発行者が企図する一定の事業に対する資金調達の方法としてデジタルトークンを発行して対価の払込みを受けるものである。デジタルトークンは暗号通貨であることが通常であり、デジタルトークンの払込みも、暗号通貨でなされることが一般的である。
株式公開（IPO）の場合には、出資の払込みの対価として株式やオーナー持分が配分されるが、ICOによるトークンの提供は、発行者への株主・所有者的権利（エクイティ的権利）を必ずしも付与するものではない。エクイティ権利を付与する場合には、伝統的な有価証券に関する規制が及ぶことが多く、ICOを用いる意図と抵触することも多い。
エクイティ的権利を持たないデジタルトークンで、対象事業に関するサービスの利用に関する権利（優先権・利用クレジット等）を付与する場合には、「ユーティリティ・トークン」と呼称されることがある。

## 法的位置付け
ICOのスキーム自体にバリエーションがあることもあって、日本におけるICOの法的位置付け及びその規制は、規制当局である金融庁が「適正な自己責任を求めつつ、規制内容を明確化した上で、利用者保護や適正な取引の確保を図っていくことを基本的な方向性とすべきと考えられる。」あるいは「ICOについては、技術上、トークンの流通を図ることが容易であるなどの特徴が認められるところであるが、同様の経済的機能やリスクを有する場合には同様の規制を適用することを基本としつつ、ICOの機能やリスクに応じた規制の対象とすることが重要と考えられる。」としており、現時点では明確化がされていない状況にある。なお、2017年6月8日の参議院財政金融委員会における答弁で及されているように、資金決済法に基づく仮想通貨交換業に関するルールまたは金融商品取引法に基づくルールが適用され得る。なお、「ICOにおいて発行されるトークンの購入者が発行者からの事業収益の分配等を期待」していて、かつ、「当該トークンが法定通貨で購入される」又は「仮想通貨で購入されるが、実質的には、法定通貨で購入されるものと同視される」場合、当該ICOは集団投資スキームに該当することとなり金融商品取引法の適用を受けることになる。
また、デジタルトークンの内容次第では、実質的に発行会社の提供するサービスを前払して購入していると整理され、その場合には前払式支払手段として、プリペイドカード・商品券などと類似した扱いを受けることになる。

### 諸外国の規制動向
金融庁が公表した『仮想通貨交換業に関する研究会　報告書』によれば、2018年現在「多くの主要国では、投資性を有すると認められるものについては、既存の証券規制の適用対象となり得る旨を明確化し、注意喚起や規制に基づく行政上の措置等を実施している」という。例えば、中国や韓国では、2017年9月以降ICOの実施は全面禁止とされている。また、金融庁市場課長の小森卓郎によると、アメリカ合衆国、EU、英国、スイス及びシンガポールなどでは「特定のICOトークンが既存の証券規制の適用対象となり得る旨を明確化し、また、注意喚起を実施している」ほか、フランスやマルタのように当該明確化及び注意喚起に加えICOに関する法律案を提出したり、あるいはICOへの規制を含む法律を新たに成立をさせている国もあるという。

## ICO、IPO及びIEOの観念
「ICO」という用語は、IPOと同じく形成されたものです 。 2019 年の初めに、投資を誘致する方法として IEO が開発されました。これは、交換プラットフォームの管理下にある ICO の一種となっています.
ICOとIPOの主な違いは？
- ICOなら、現在のところ、IPO やその他の公的金融活動や投資活動にありがちな国家規制はありません[12]。
- トークンおよび暗号通貨の購入者は、株式の購入者／所有者とは異なる権利を持つことがあります。特に、トークンは配当が付くようなものであり、会社の将来の利益に参加する権利を与えることもあり、トークンを会社のサービスまたは商品と交換する権利を与えるようなものであるので、本当に実用的なものとなることもあります。
- IEO に参加している暗号通貨の取引を行う会社は、取引所によって検証されるのであるから、ユーザーは少なくとも購入されたトークンを確実に受け取ることに自信を持つことができます[13]。

Howey テストを使用する米国証券取引委員会 (SEC) によると、実用トークンを選択する動機は、「有価証券」の定義に該当しないようにするためだそうです。
米国証券取引委員会 (「SEC」) は、その2017 年 7 月 25 日付の報告書において、仮想投資ファンド The DAOのためにICO が有価証券の売却同然であったと考えを述べました。